# はっち・ぽっち
『はっち・ぽっち』は、高野ういによる日本の4コマ漫画作品。『まんがホーム』（芳文社）誌上で連載されていた。

## 概要
動物の愛らしさを作者特有の可愛らしい画風で描いた動物4コマ。
ペットシッター＆ホテルが舞台であり、ヒロインで動物好きのポチ子達と多くの動物達のふれあいがコミカルかつ愛らしく描かれている。
『まんがホーム』（芳文社）誌上で2010年6・9・11月号、2011年1月号に掲載後、2011年3月号から月刊連載化し2014年8月号まで連載。単行本は全1巻（未完）で、未収録分は高野自身の手により同人誌として発表される予定であることが、最終回掲載号の誌上で告知されている。

## 登場人物
保知とも子
通称「ポチ子」。
新米のペットシッターで動物が大好き。ただ、あまりにも好きなため、動物の愛らしい姿に触れたり想像したりするだけで鼻血を出してしまう体質。
特に犬は大好きで、自分にとって犬とは？と問われた際には「人生です！！」と答えるほど。
動物好きが高じてペットシッター＆ホテル「ぽちたまハウス」で週に1度バイトをしている。
どんなに忙しくても職場には動物が溢れているため常にヘブン状態で、仕事が終わって職場から帰ることを残念がるほど。
特にハチは家族であり、仕事のパートナーでもあり、深い愛情を注いでいる。
ハチ
ポチ子の愛犬でシベリアンハスキーの女の子。
ポチ子の相棒としてペットシッターの仕事を手伝っている。
名前の由来は「うっかり八兵衛」。
イケメンで落ち着きがあり面倒見がよく、女の子にも拘わらず雄雌・大型犬/小型犬を問わずよくモテる。
ポチ子が忙しくしていると自分も手伝おうとするなど、ポチ子との絆は非常に深く、ポチ子とコンビでペットシッターをしているのもハチがポチ子の初出勤に付いてきてしまったため。
時にはポチ子が動物の想像で鼻血を出しそうになると制止したりもする。
乾
ポチ子の働く「ぽちたまハウス」の店長。
ハチが凄くお気に入り。
おばあちゃん
ポチ子の祖母で、ちょっと天然で優しい人。
カタカナの言葉をよく間違える。
蜂谷寧々子
「ぽちたまハウス」の仕事が増えたことでポチ子の後輩として配属された新人。
犬が凄く好きで、犬関係の資格も沢山持っているにも拘らず、大型犬恐怖症。
大型犬のハチの事もその対象で、時に気を失うことも。

## 単行本
- 高野うい『はっちぽっち』 芳文社〈まんがタイムコミックス〉、全1巻（未収録話多数）
2012年3月22日発行（2012年3月7日発売） ISBN 978-4-8322-5058-1 ※「第1巻」の記載があるが続巻は刊行されず